# Хвастово
Хва́стово (рос. Хвастово) — присілок у складі Грязовецького району Вологодської області, Росія. Входить до складу Ком'янського сільського поселення.

## Населення
Населення — 19 осіб (2010; 19 у 2002).
Національний склад (станом на 2002 рік):
- росіяни — 100 %